# Чепелюк Анастасія Станіславівна
Анастасія Станіславівна Чепелюк (нар. 12 листопада 1991 року, Одеса, Українська РСР) — українська і російська акторка театру і кіно.

## Ранні роки
Народилася 1991 року в Одесі. Навчалась у Київському національному університеті театру, кіно і телебачення імені Івана Карпенко-Карого в майстерні Олега Шаварського. Перед закінченням вишу у 2013 році підготувала дипломні роботи: Марсела — «Собака на сіні», Лопе де Вега, а також Надя — «Кімната нареченої», В. Красногорова.

## Творчість
Анастасія Чепелюк дебютувала на екрані в 14-річному віці. Так у 2005 році вона знялась в епізоді серіалу «Ліквідація».
Ще під час навчання у театральному інституті, у 2011 році співпрацювала з театральною майстернею Андрія Білоуса «Абетка», де грала ученицю у виставі «Упопабиласобака». У 2012 році перейшла до Київського театру російської драми імені Лесі Українки, де грала роль Славки у виставі «Доктор філософії» Б. Нушича.
У 2014 році Чепелюк переїхала до Москви. Там вона закінчила школу акторської майстерності Doors to Hollywood. Посіла друге місце на конкурсі молодих талантів від кіностудії Amedia.
У дорослому кіно почала зніматися в 2011 році, зігравши медсестру в комедії «Пончик Люся». Першою помітною роботою на екрані стала роль радниці президента Ганни Михайлівни в українській політичній комедії «Слуга народу-2», знятої студією «Квартал 95». Вона замінила вагітну Галину Безрук, яка раніше грала цю роль. У проєкт Чепелюк потрапила по селф-тейпу — щоб не витрачати багато часу на кастинги і мати можливість не їхати в інше місто або країну на проби, вона зняла сама себе і її затвердили.
У 2017 році виконала головну роль Аліни (донька власника фармацевтичної компанії) в мелодрамі «Дочки-мачухи». У 2019 році на екрани вийшла стрічка «Великий артист», в якій Чепелюк також зіграла головну героїню — Олену Торшакову.

### Ролі у кіно
- 2020 — Хто мене береже — Вероніка
- 2020 — Дзвонар-2 — Надія
- 2019 — Папік — Евеліна, подружка
- 2019 — Тайсон — епізод
- 2019 — Сонячний листопад — Марійка
- 2019 — Серце матері — епізод
- 2019 — Садівниця — Альбіна
- 2019 — Мамин синок — Олександра Гешер
- 2019 — Дзвонар — Надя (головна роль)
- 2019 — Вороніни — Лєра, племінниця Сімони Альбертівни
- 2019 — Великий артист — Олена Торшакова
- 2019 — Анатомія вбивства-2 — Лера Берц (фільм № 1 «Смерть на зеленому острові» та фільм № 2 «Смерть у мереживах»)
- 2018 — Чужі рідні — подруга Карини
- 2018 — Таємниці слідства-18 — Жанна Макова (фільм № 4 «Викрадення нареченої»)
- 2018 — Куля — Ельвіра
- 2018 — Пірнальниця за перлами — Настя
- 2018 — Непрощений — журналістка (немає в титрах)
- 2018 — Особисті рахунки — епізод (немає в титрах)
- 2018 — Виправленому вірити — помічниця нотаріуса
- 2018 — Жити заради кохання — Олександра, однокурсниця Вероніки
- 2017 — Спеціаліст — Катя
- 2017 — Слуга народу-2. Від любові до імпічменту — Анна Михайлівна, радниця Президента
- 2017 — Каїнова печатка — Вероніка (немає в титрах)
- 2017 — Дочки-мачухи — Аліна Паршина, подруга дитинства Ірини (головна роль)
- 2017 — Боржок — Ірина, наречена Ігоря
- 2017 — Цивільний шлюб — дівчина
- 2017 — Покоївка — Рита
- 2016 — Слуга народу-2 — Анна Михайлівна, радниця Президента
- 2016 — Готель Елеон (2016—2017; 1-й сезон) — Юля, офіціантка
- 2016 — Кохання з обмеженнями — епізод
- 2015—2017 — Останній мент — Алексєєва, модель
- 2015 — Кухня (6-й сезон) — епізод
- 2015 — Вижити після-3 — Рапіда
- 2015 — SOS, Дід Мороз, або Все збудеться! — секретарка
- 2014 — Швидка допомога — сестра Ані (11-та серія)
- 2014 — Особиста справа — Христина Лемешева
- 2013 — Любов з випробувальним терміном — Таня, дружина Толіка
- 2011 — Пончик Люся — медсестра (немає в титрах)

## Особисте життя
Анастасія Чепелюк неодружена. На 27-й день народження її партнер зробив їй романтичний подарунок — поїздку до Риму.